# MooTools
MooTools – framework JavaScript składający się z modułów. Głównym plikiem, który stanowi jądro frameworka MooTools, jest plik core.js. Pozostałe biblioteki są opcjonalne. Jedną z nich jest moo.fx bazowana na Prototype JavaScript Framework. Jest lżejszą alternatywą do script.aculo.us i kilku innych, większych bibliotek.

## Moduły
MooTools składa się z wielu modułów. Modułowa budowa pozwala użytkownikom pobrać tylko części biblioteki, które zamierzają wykorzystać. Moduły te można podzielić następująco:
- Core – zbiór funkcji użytkowych, niezbędnych dla pozostałych modułów,
- Class – podstawowa biblioteka do tworzenia klas,
- Natives – klasy natywne,
- Element – obsługa elementów struktury DOM,
- Effects – zaawansowane efekty API do animowania elementów,
- Remote – narzędzia do obsługi XMLHttpRequest, ciasteczek i JSON,
- Window – funkcje obsługi okna.

## Zgodność z przeglądarką
MooTools jest testowany i zgodny z:
- Safari 2 i 3
- Internet Explorer 6 i 7
- Mozilla Firefox 1.5+, 2.0+, i 3.0+
- Opera 9.0+
- Camino 1.5+

## Strony
- Strony oficjalne
  - Strona główna
  - Moduły opcjonalne. docs.mootools.net. [zarchiwizowane z tego adresu (2009-12-30)].
- Inne strony
  - Kurs MooTools. blog.dziudek.pl. [zarchiwizowane z tego adresu (2008-05-31)].
  - Mootools – 40 przykładowych zastosowań. medeco.p9.pl. [zarchiwizowane z tego adresu (2008-05-13)].